# 劉道立
劉道立（1455年—？），字成己，河南開封府杞縣人，民籍，明朝政治人物。

## 生平
成化十六年（1480年）庚子科河南鄉試第五十五名舉人。成化十七年（1481年）中式辛丑科會試第三百名，三甲第一百二十五名進士。授朝邑县知县，弘治七年（1494年）十二月實授山東道監察御史，十三年十月升陕西按察司佥事，丁憂服闋，十七年三月復除原職，十八年正月考察以才力不及降调。正德二年（1507年）八月调任廣西僉事，六年七月復除山西僉事，九年正月考察冠带闲住。

## 家族
曾祖劉實；祖父劉文；父劉釗，驛丞。母王氏。具庆下。